# Jordánia az 1984. évi nyári olimpiai játékokon
Jordánia az egyesült államokbeli Los Angelesben megrendezett 1984. évi nyári olimpiai játékok egyik részt vevő nemzete volt. Az országot az olimpián 3 sportágban 13 sportoló képviselte, akik érmet nem szereztek.

## Atlétika
Férfi
| Versenyző              | Versenyszám     | Előfutam | Előfutam | Előfutam | Negyeddöntő | Negyeddöntő | Negyeddöntő | Elődöntő | Elődöntő | Elődöntő | Döntő   | Döntő    |
| Versenyző              | Versenyszám     | Idő      | Hely.    | Össz.    | Idő         | Hely.       | Össz.       | Idő      | Hely.    | Össz.    | Idő     | Helyezés |
| ---------------------- | --------------- | -------- | -------- | -------- | ----------- | ----------- | ----------- | -------- | -------- | -------- | ------- | -------- |
| Mouteb Al-Faouri       | 800 m           | 1:53,89  | 5.       | 54.      | kiesett     | kiesett     | kiesett     | kiesett  | kiesett  | kiesett  | kiesett | kiesett  |
| Mouteb Al-Faouri       | 1500 m          | 3:59,85  | 8.       | 49.      |             |             |             | kiesett  | kiesett  | kiesett  | kiesett | kiesett  |
| Basil Kilani           | 5000 m          | 15:20,58 | 13.      | 50.      |             |             |             | kiesett  | kiesett  | kiesett  | kiesett | kiesett  |
| Basil Kilani           | 10 000 m        | 30:43,54 | 13.      | 37.      |             |             |             |          |          |          | kiesett | kiesett  |
| Ismael Mahmoud Ghassab | Maraton         |          |          |          |             |             |             |          |          |          | 2:33:30 | 64.      |
| Amjad Tawalbeh         | 20 km gyaloglás |          |          |          |             |             |             |          |          |          | 1:49:35 | 38.      |

Női
| Versenyző            | Versenyszám | Előfutam | Előfutam | Előfutam | Döntő   | Döntő    |
| Versenyző            | Versenyszám | Idő      | Hely.    | Össz.    | Idő     | Helyezés |
| -------------------- | ----------- | -------- | -------- | -------- | ------- | -------- |
| Raida Abdallah Bader | 3000 m      | 10:48,00 | 9.       | 28.      | kiesett | kiesett  |

## Sportlövészet
Férfi
| Versenyző           | Versenyszám           | Pont | Helyezés |
| ------------------- | --------------------- | ---- | -------- |
| Ali Hamed Al-Awasa  | Sportpuska, fekvő     | 581  | 52.      |
| Mohamed Al-Shushe   | Sportpuska, fekvő     | 577  | 61.      |
| Mohamed Jbour       | Sportpuska, összetett | 1122 | 36.      |
| Hussam Abdul Rahman | Sportpuska, összetett | 1095 | 47.      |

Nyílt
| Versenyző      | Versenyszám | Pont | Helyezés |
| -------------- | ----------- | ---- | -------- |
| Ayser Al-Hyari | Trap        | 164  | 60.      |
| Irfan Adelbi   | Trap        | 149  | 65.      |
| Khayri Amar    | Skeet       | 180  | 49.      |

## Vívás
Férfi
| Versenyző    | Versenyszám | Selejtező | Selejtező | Selejtező         | Selejtező | Selejtező         | Selejtező | Főtábla           | Főtábla           | Vigaszág          | Vigaszág          | Negyeddöntő       | Elődöntő          | Döntő             | Helyezés |
| Versenyző    | Versenyszám | 1. kör | 1. kör    | 2. kör            | 2. kör    | 3. kör            | 3. kör    | 1. kör            | 2. kör            | 1. kör            | 2. kör            | Negyeddöntő       | Elődöntő          | Döntő             | Helyezés |
| Versenyző    | Versenyszám | Ellenfél Eredmény | Hely.     | Ellenfél Eredmény | Hely.     | Ellenfél Eredmény | Hely.     | Ellenfél Eredmény | Ellenfél Eredmény | Ellenfél Eredmény | Ellenfél Eredmény | Ellenfél Eredmény | Ellenfél Eredmény | Ellenfél Eredmény | Helyezés |
| ------------ | ----------- | --- | --------- | ----------------- | --------- | ----------------- | --------- | ----------------- | ----------------- | ----------------- | ----------------- | ----------------- | ----------------- | ----------------- | -------- |
| Ayman Jumean | Tőr, egyéni | 4. csoport · Dany Haddad (LIB) · 0–5 · Simokava Tadasi (JPN) · 0–5 · Sergio Luchetti (ARG) · 0–5 · Pascal Jolyot (FRA) · 0–5 · Mauro Numa (ITA) · 0–5 | 6.        | kiesett           | kiesett   | kiesett           | kiesett   | kiesett           | kiesett           | kiesett           | kiesett           | kiesett           | kiesett           | kiesett           | 58.      |